# Tritaeniopteron eburneum
Tritaeniopteron eburneum är en tvåvingeart som beskrevs av Meijere 1914. Tritaeniopteron eburneum ingår i släktet Tritaeniopteron och familjen borrflugor. Inga underarter finns listade i Catalogue of Life.